# Franklin Vreden
Franklin Eduard 'Paco' Vreden (6 december 1940 - 4 december 2022) was een Surinaams politicus namens de PALU. Hij was minister tijdens militaire regeringen in de jaren 1980.

## Biografie
In de periode 1961 tot 1970 woonde hij in Nederland waar hij Bosbouw studeerde aan de Landbouwhogeschool Wageningen. Naast die studie had hij veel contact met andere in Nederland verblijvende Surinaamse studenten zoals Iwan Krolis en de latere president Ramsewak Shankar. In 1963 werd de Surinaamse Studenten Vereniging-Wageningen (SSV-W) opgericht waarna Vreden meteen gekozen werd als voorzitter.
In 1970 keerde hij met zijn gezin terug naar Suriname, waar hij ging werken bij de dienst 's Lands Bosbeheer (LBB) in de periode dat de groep hogeropgeleide medewerkers daar vooral bestond uit Nederlanders.
In 1973 behoorde Vreden en Krolis tot de oprichters van de Progressieve Arbeiders- en Landbouwers Unie (PALU) wat toen vooral bestond uit Surinamers die in het Nederlandse Wageningen hadden gestudeerd. De PALU zou deelnemen aan de verkiezingen van 1980 die echter niet doorgingen vanwege de Sergeantencoup begin dat jaar. 
Vreden werd in 1981 minister van Landbouw, Veeteelt en Visserij (LVV) in het kabinet-Chin A Sen II. Eind maart 1982 werd hij in het kabinet-Neijhorst opgevolgd door Jan Sariman. Na de Decembermoorden in 1982 trad het kabinet- Neijhorst af en in maart 1983 trad een nieuw kabinet aan met als premier Errol Alibux. Hierin zaten meerdere PALU-leden zoals Alibux, maar ook Vreden die weer minister van LVV werd. Bij het aantreden van het kabinet-Udenhout I in februari 1984 werden alle PALU-ministers vervangen.
Nadat een einde was gekomen aan het ministerschap van Vreden, trad hij als beleidsmedewerker in dienst bij het ministerie van Natuurlijke Hulpbronnen (NH) waar hij zou blijven werken tot 2001.
Ook na zijn pensionering bleef hij actief. Zo was hij hoofdbestuurslid van de Evangelische Broedergemeente Suriname (EBG) en lid van het dagelijks bestuur van het Surinaams Bijbel Genootschap. Verder stond hij bij de verkiezingen van 2005 op een onverkiesbare plaats op de lijst van de PALU in het district Paramaribo.
Franklin Vrede overleed op 4 december 2022 op 81-jarige leeftijd.

## Trivia
- Sinds zijn studentenperiode in Wageningen doet hij aan hardlopen. In 2005 liep hij de Surinaamse Srefidensi Marathon in een tijd van 3:48.04.7 en in 2007 deed hij daar 4:23:27 over.